# Томас Томсон (хімік)
Томас Томсон (12 квітня 1773, Кріфф, Пертшир — 2 липня 1852, Кілмун, Аргайлшир) — шотландський хімік і мінералог. Завдяки своїм підручникам він зробив великий внесок у поширення атомної теорії Джона Дальтона.

## Життя та творчість
Томсон навчався в Данді та навчався в Сент-Ендрюському університеті, де вивчав класичні мови, математику та природничі науки. Потім він вивчав медицину в Единбурзі, отримавши ступінь доктора медицини в 1799 році. В університеті, натхненний Джозефом Блеком, він почав вивчати хімію, а після закінчення навчання давав приватні уроки хімії в Единбурзі. З 1796 року він також змінив свого брата Джеймса як співредактора додатку до 3-го видання Британської енциклопедії, де він писав статті з хімії, природних речовин і мінералогії. Це також лягло в основу його книги «Система хімії» (1802). Він написав статтю «Хімія» для 7-го видання Британської енциклопедії в 1842 році. У 1811 році він відвідав Швецію, а потім переїхав до Лондона, але в 1817 році він поїхав до Глазго як лектор. Томсон був професором хімії в Університеті Глазго з 1818 по 1852 рік. У 1846 році його племінник і зять Роберт Дундас Томсон (1810–1864) взяв на себе його викладацькі обов’язки, і він підтримував його в лекціях з 1841 року. У 1820 році він відкрив новий мінерал цеоліт, який був названий на його честь Томсонітом. У 1831 році він запропонував англійський термін silicon для кремнію. Він був першим прихильником атомної теорії Джона Далтона, зокрема в його книзі «Елементи хімії» з 3-го видання в 1807 році. Він також винайшов сахарометр (як радник Шотландської акцизної ради). У своєму викладанні він наголошував на лабораторних роботах і вважався першим викладачем практичної хімії в британському університеті.
Томсон був президентом Філософського товариства Глазго. З 1813 року він був редактором щомісячного журналу Annals of Philosophy, який об’єднався з Philosophical Magazine у 1827 році. У 1800 році він був одним із засновників Вернеріанського товариства природознавства (названого на честь нептуніста Авраама Готлоба Вернера) і був противником Джеймса Хаттона.

## Праці
- A System of Chemistry of Inorganic Bodies., (1. Auflage 1802; 7. Aufl. 1831, 4 Bde.) . Deutsche Übersetzung der 2. Auflage in 4 Bänden, 1805 von Friedrich Wolff .
- Elements of Chemistry. 1810;
- History of the Royal Society, from its institution to the end of the eighteenth century. 1812
- An Attempt to Establish the First Principles of Chemistry by Experiment. 1825
- The History of Chemistry. Henry Colburn and Richard Bentley, London 1830–31
- Outlines of Mineralogy, Geology and Mineralogical Analysis. 2 Bände. Glasgow 1836
- Chemistry of Animal Bodies. 1843

Його сином був ботанік Томас Томсон (1817–1878).
У 1811 році він став членом Королівського товариства, в 1805 році — Единбурзького королівського товариства, а в 1815 році — членом-кореспондентом Шведської королівської академії наук.